# Ctenomys boliviensis nattereri
Ctenomys boliviensis nattereri är en underart till kamråttan Ctenomys boliviensis. Underarten beskrevs först av Wagner 1848.
Populationen förekommer i Brasilien.